# Francesco Faà di Bruno
Francesco Faà di Bruno (Alexandria, 29 de março de 1825 — Turim, 27 de março de 1888) foi um oficial, matemático, engenheiro, inventor, educador, compositor e religioso italiano. É beato da Igreja Católica.

## Infância e juventude
Francesco da Paola Virginio Secondo Maria Faà di Bruno descende de uma família nobre do Piemonte. Foi o décimo segundo e último filho de Luigi, marquês di Bruno, e Carolina Sappa de' Milanesi. Seu irmão Emilio Faà di Bruno foi oficial da marinha e faleceu. Em 1840 entrou na Academia Militar de Turim.